# Onthophagus malasiacus
Onthophagus malasiacus là một loài bọ cánh cứng trong họ Bọ hung (Scarabaeidae).